# Umun Ira
Der Umun Ira (portugiesisch Lagoa Umunira, auch Numunira 2) ist ein Salzsee im osttimoresischen Suco Com (Verwaltungsamt Lautém, Gemeinde Lautém), im Osten des Landes. Der See hat eine Fläche von 0,716 ha.

## Name
„Umun“ ist das Fataluku-Wort für „sterben“ oder „Tod“. Der Legende nach legten die Ahnen an diesem See ein Versprechen ab. Bricht jemand die Regeln, wird er von der heiligen Kraft (lulik) des Sees getötet. Grob könnte man den Seenamen mit „See des Todes“ oder „See des Sterbens“ übersetzen.

## Geographie und Fauna
Der Umun Ira ist der größte der drei Seen von Ran, einem Gebiet nördlich des Ortes Com, etwa 100 Meter von der Küste der Straße von Wetar und 50 Meter von der Straße von Lautém nach Com. Der Utchan Ira und der Lua Ira liegen weiter südlich. Auch außerhalb der Regenzeit fallen die Seen nicht trocken.
Die Region gehört zum Nationalpark Nino Konis Santana. Die Seen gelten darin als ein besonders schützenswertes Gebiet, aufgrund der zahlreichen Wasservögel, die hier in baumbewachsenen Savannen, am Strand und in salzigen Watt leben. Das Gebiet der Seen wird vom Fataluku-Clan (Ratu) Kati beansprucht. Brandrodung zum Ackerbau, illegaler Holzeinschlag und Jagd bedrohen das Biotop.